# 劉青雲
劉青雲（英語：Sean Lau Ching Wan，1964年2月16日—），香港男演員。曾四度獲頒香港電影金像獎最佳男主角，五度獲頒香港電影評論學會大獎最佳男演員，兩度獲頒香港電影金紫荊獎最佳男主角，兩度獲頒香港電影導演會年度大獎最佳男主角，同時亦曾獲一次金馬獎最佳男主角以及一次亞洲電影大奬最佳男主角。

## 入行經歷
劉青雲有一名胞姊和一名胞弟，早年在1981年畢業於模範英文中學（與張兆輝為同班同學，同屆同學還有葉童與邱萬城）。在校時曾為童軍隊長和理科生。他原是一名信差，他在訪談節目《最佳男主角》中提到，一開始沒打算成為演員。他說第一個叫他投考無綫電視藝員訓練班的是他爸爸，在一次和家人吃飯時看電視知悉無線電視藝員訓練班正在招生，其父鼓勵他去報名。加上當時從事信差職位時連續有兩名女士詢問他：「你長這麼高，為何不去當演員？」，在郵政總局工作時，同事亦說道：「當時周潤發也在這裡工作過」（劉青雲後來向周潤發求證的確為事實），因此劉青雲抱著姑且一試的心態報名訓練班。其後，劉青雲以為自己並未獲取錄收入演員訓練班，最後一日打電話去詢問，對方則表示通知信已寄出，於是開啟了他的演藝之路。
1982年，劉青雲加入香港無綫電視第12期無綫電視藝員訓練班，著名的同期同學有劉嘉玲、吳君如、藍潔瑛等，畢業後任無綫電視台演員其間曾在多部連續劇裡擔任跑龍套的角色，電視劇如《警花出更》（1983年）、《香港83》（1983年）、《天師執位》（1984年）中他也有出鏡的機會。他出道早期比較幸運，劉青雲在1984年一畢業就便參演了電視作品《畫出彩虹》（1984年），這是他第一個有名字的演出，劇中他扮演羅家勤一角，飾演男主角詹秉熙的好友。其後憑《新紮師兄》（1984年）一劇的「Fit佬」角色，奠立冷面形象，自此嶄露頭角。其時無線多製作古裝劇集，劉青雲參演了諸如《皇上保重》（1985年）、《成吉思汗》（1987年）、《大運河》（1987年）等等古裝作品。不過因為膚色較黑，其古裝外形常被人認為欠說服力，像1987年他在《大運河》一劇扮演唐太宗李世民，就有批評指他扮相不倫不類，純靠演技補足外形之缺陷。
早在1986年劉青雲就已開始參與電影演出，如在成龍的《警察故事續集》就客串了一個探員的角色。雖然成名較早，但直至1992年的時候，劉青雲仍然主力在無綫拍劇，憑著無綫重頭劇《大時代》而走紅才正式離開無綫，全身投入電影演出。劉青雲於1993年至1996年間最為活躍，這段期間他的代表作包括了《新不了情》 、《現代豪俠傳》（1993年） 、《七月十四》（1993年）、《衝鋒隊怒火街頭》（1996年）等。可惜94年大热倒灶输给黑马黄秋生，97年输给鄭則仕，98年输给梁朝偉，99年再输给黄秋生，00年输给劉德華，04年再败于劉德華。直到在2006年憑電影《我要成名》奪得香港電影金像獎最佳男主角，2012年憑電影《奪命金》奪得第49屆台灣金馬獎最佳男主角。
2014年以警匪片《掃毒》3度提名金馬獎最佳男主角，於第34屆香港電影金像獎中憑《竊聽風雲3》第二次榮獲最佳男主角。
2023年於第41屆香港電影金像獎，以《神探大戰》第三次榮獲最佳男主角。
2025年，劉青雲憑《爸爸》，第五度榮獲香港電影評論學會大獎最佳男演員，並首度於亞洲電影大獎榮獲最佳男主角，以及於第43屆香港電影金像獎第四次榮獲香港電影金像獎最佳男主角。

## 個人生活
劉青雲的妻子為1991年香港小姐冠軍郭藹明，兩人於合作電視劇《大時代》時相識，但戲外無交流。其後，因周慧敏舉辦個人演唱會分別邀請兩人前往觀賞，兩人才進一步的交往（交往期間郭藹明在無綫電視劇笑看風雲演大時代另一男主角鄭少秋的女兒）。2012年劉青雲接受TVB《最佳男主角》訪問時，亦表示約會時自己未有車，還是郭藹明駕駛前往。郭之後跟他說，「你找我時，我以為你真的有事，比如要跟我借錢之類的。」兩人交往數年後於1998年結婚。
2016年農曆新年除夕，正在九龍城街市买菜的刘青云被《蘋果日報》记者当作普通市民进行采访，片段字幕稱呼他為“市民刘先生”，该采访片段于近年来在中国大陆走红，更有网民称其为“普通市民刘先生”。

## 廣告作品

### 商業廣告
- 1994年：嘉綠仙香口膠
- 1999年：雅居樂花園（與郭藹明共演）
- 2001年：Pricerite實惠家居（與郭藹明共演）
- 2012年：萬寧 Mannings Beauty
- 2015年：EPS EasyCash（與郭藹明共演）
- 2019年：渣打銀行 退休保障
- 2024年：Nescafé 南洋風味白咖啡

## 獎項及提名
劉青雲從影以來，共入圍香港電影金像獎最佳男主角18次，為史上入圍香港電影金像獎最佳男主角最多次的男演員，其中1994年、2012年和2015年三次同时以两部作品入围。憑2006年的《我要成名》、2015年的《竊聽風雲3》、2023年的《神探大戰》以及2025年的《爸爸》四次獲金像獎最佳男主角；以2012年的《奪命金》赢得金马奖最佳男主角。

### 香港電影金像獎
| #  | 年份   | 頒獎典禮             | 獎項       | 影片               | 角色   | 结果 |
| -- | ------ | -------------------- | ---------- | ------------------ | ------ | ---- |
| 1  | 1994年 | 第13屆香港電影金像獎 | 最佳男主角 | 《新不了情》       | 阿傑   | 提名 |
| 2  | 1994年 | 第13屆香港電影金像獎 | 最佳男主角 | 《七月十四》       | 孔明德 | 提名 |
| 3  | 1997年 | 第16屆香港電影金像獎 | 最佳男主角 | 《衝鋒隊怒火街頭》 | 朱華標 | 提名 |
| 4  | 1998年 | 第17屆香港電影金像獎 | 最佳男主角 | 《高度戒備》       | 包偉雄 | 提名 |
| 5  | 1999年 | 第18屆香港電影金像獎 | 最佳男主角 | 《暗花》           | 耀東   | 提名 |
| 6  | 2000年 | 第19屆香港電影金像獎 | 最佳男主角 | 《目露凶光》       | 馬文信 | 提名 |
| 7  | 2004年 | 第23屆香港電影金像獎 | 最佳男主角 | 《忘不了》         | 大輝   | 提名 |
| 8  | 2007年 | 第26屆香港電影金像獎 | 最佳男主角 | 《我要成名》       | 潘家輝 | 獲獎 |
| 9  | 2008年 | 第27屆香港電影金像獎 | 最佳男主角 | 《神探》           | 陳桂彬 | 提名 |
| 10 | 2010年 | 第29屆香港電影金像獎 | 最佳男主角 | 《竊聽風雲》       | 梁俊義 | 提名 |
| 11 | 2012年 | 第31屆香港電影金像獎 | 最佳男主角 | 《奪命金》         | 三腳豹 | 提名 |
| 12 | 2012年 | 第31屆香港電影金像獎 | 最佳男主角 | 《竊聽風雲2》      | 羅敏生 | 提名 |
| 13 | 2013年 | 第32屆香港電影金像獎 | 最佳男主角 | 《消失的子彈》     | 松東路 | 提名 |
| 14 | 2014年 | 第33屆香港電影金像獎 | 最佳男主角 | 《掃毒》           | 馬昊天 | 提名 |
| 15 | 2015年 | 第34屆香港電影金像獎 | 最佳男主角 | 《竊聽風雲3》      | 陸金強 | 獲獎 |
| 16 | 2015年 | 第34屆香港電影金像獎 | 最佳男主角 | 《暴瘋語》         | 范國生 | 提名 |
| 17 | 2023年 | 第41屆香港電影金像獎 | 最佳男主角 | 《神探大戰》       | 李俊   | 獲獎 |
| 18 | 2025年 | 第43屆香港電影金像獎 | 最佳男主角 | 《爸爸》           | 阮永年 | 獲獎 |

### 台灣金馬獎
| # | 年份   | 頒獎典禮     | 獎項       | 影片         | 角色   | 结果 |
| - | ------ | ------------ | ---------- | ------------ | ------ | ---- |
| 1 | 1999年 | 第36屆金馬獎 | 最佳男主角 | 《目露凶光》 | 馬文信 | 提名 |
| 2 | 2012年 | 第49屆金馬獎 | 最佳男主角 | 《奪命金》   | 三腳豹 | 獲獎 |
| 3 | 2014年 | 第51屆金馬獎 | 最佳男主角 | 《掃毒》     | 馬昊天 | 提名 |

### 亞洲電影大獎
| 年份 | 頒獎典禮           | 獎項       | 片名          | 角色   | 結果 |
| ---- | ------------------ | ---------- | ------------- | ------ | ---- |
| 2015 | 第9屆亞洲電影大獎  | 最佳男主角 | 《竊聽風雲3》 | 陸金強 | 提名 |
| 2025 | 第18屆亞洲電影大獎 | 最佳男主角 | 《爸爸》      | 阮永年 | 獲獎 |

### 亞太影展
| 年份 | 頒獎典禮       | 獎項       | 片名       | 角色   | 結果 |
| ---- | -------------- | ---------- | ---------- | ------ | ---- |
| 2012 | 第55屆亞太影展 | 最佳男主角 | 《奪命金》 | 三腳豹 | 提名 |

### 香港電影評論學會大獎
| 年份 | 頒獎典禮                   | 獎項       | 片名               | 角色   | 結果 |
| ---- | -------------------------- | ---------- | ------------------ | ------ | ---- |
| 1996 | 第2届香港電影評論學會大獎  | 最佳男演員 | 《無味神探》       | 劉鎮海 | 提名 |
| 1998 | 第4届香港電影評論學會大獎  | 最佳男演員 | 《高度戒備》       | 包偉雄 | 獲獎 |
| 1999 | 第5届香港電影評論學會大獎  | 最佳男演員 | 《暗花之殺人條件》 | 耀東   | 提名 |
| 2000 | 第6届香港電影評論學會大獎  | 最佳男演員 | 《目露凶光》       | 馬文信 | 提名 |
| 2002 | 第8届香港電影評論學會大獎  | 最佳男演員 | 《絕世好Bra》      | 強尼   | 獲獎 |
| 2005 | 第11届香港電影評論學會大獎 | 最佳男演員 | 《鬼馬狂想曲》     | 文     | 提名 |
| 2008 | 第14届香港電影評論學會大獎 | 最佳男演員 | 《神探》           | 陳桂彬 | 提名 |
| 2010 | 第16届香港電影評論學會大獎 | 最佳男演員 | 《竊聽風雲》       | 梁俊義 | 提名 |
| 2012 | 第18届香港電影評論學會大獎 | 最佳男演員 | 《奪命金》         | 三腳豹 | 獲獎 |
| 2012 | 第18届香港電影評論學會大獎 | 最佳男演員 | 《竊聽風雲2》      | 羅敏生 | 提名 |
| 2013 | 第19届香港電影評論學會大獎 | 最佳男演員 | 《消失的子彈》     | 松東路 | 提名 |
| 2013 | 第19届香港電影評論學會大獎 | 最佳男演員 | 《大魔術師》       | 雷大牛 | 提名 |
| 2015 | 第21届香港電影評論學會大獎 | 最佳男演員 | 《竊聽風雲3》      | 陸金強 | 獲獎 |
| 2023 | 第29屆香港電影評論學會大獎 | 最佳男演員 | 《神探大戰》       | 李俊   | 提名 |
| 2025 | 第31屆香港電影評論學會大獎 | 最佳男演員 | 《爸爸》           | 阮永年 | 獲獎 |

### 香港電影導演會年度大獎
| 年份 | 頒獎典禮                       | 獎項       | 片名          | 角色   | 結果 |
| ---- | ------------------------------ | ---------- | ------------- | ------ | ---- |
| 2015 | 2014年度香港電影導演會年度大獎 | 最佳男主角 | 《竊聽風雲3》 | 陸金強 | 獲獎 |
| 2023 | 2022年度香港電影導演會年度大獎 | 最佳男主角 | 《神探大戰》  | 李俊   | 獲獎 |

### 香港電影編劇家協會年度大獎
| 年份 | 頒獎典禮                           | 獎項               | 片名         | 角色   | 結果 |
| ---- | ---------------------------------- | ------------------ | ------------ | ------ | ---- |
| 2023 | 2022年度香港電影編劇家協會年度大獎 | 年度最佳電影角色獎 | 《神探大戰》 | 李俊   | 獲獎 |
| 2025 | 2024年度香港電影編劇家協會年度大獎 | 年度最佳電影角色獎 | 《爸爸》     | 阮永年 | 提名 |

### 華語電影傳媒大獎
| 年份 | 頒獎典禮               | 獎項           | 片名       | 角色   | 結果 |
| ---- | ---------------------- | -------------- | ---------- | ------ | ---- |
| 2004 | 第4屆華語電影傳媒大獎  | 港台最佳男主角 | 《忘不了》 | 大輝   | 提名 |
| 2012 | 第12屆華語電影傳媒大獎 | 最佳男主角     | 《奪命金》 | 三腳豹 | 獲獎 |

### 華鼎獎
| 年份 | 頒獎典禮     | 獎項               | 片名     | 角色 | 結果 |
| ---- | ------------ | ------------------ | -------- | ---- | ---- |
| 2016 | 第18屆华鼎奖 | 最佳电影男演员     |          |      | 提名 |
| 2016 | 第36屆华鼎奖 | 华语电影最佳男主角 | 神探大战 | 李俊 | 提名 |

### 澳門國際電影節
| 年份 | 頒獎典禮               | 獎項       | 片名         | 角色 | 結果 |
| ---- | ---------------------- | ---------- | ------------ | ---- | ---- |
| 2022 | 第十四屆澳門國際電影節 | 最佳男主角 | 《神探大战》 | 李俊 | 提名 |

### 香港電影金紫荊獎
| # | 年份   | 頒獎典禮               | 獎項       | 影片               | 角色   | 结果                              |
| - | ------ | ---------------------- | ---------- | ------------------ | ------ | --------------------------------- |
| 1 | 1996年 | 第1屆香港電影金紫荊獎  | 最佳男主角 | 《無味神探》       | 劉鎮海 | 提名                              |
| 2 | 1998年 | 第3屆香港電影金紫荊獎  | 最佳男主角 | 《一個字頭的誕生》 | 黃阿狗 | 提名                              |
| 3 | 1999年 | 第4屆香港電影金紫荊獎  | 最佳男主角 | 《暗花》           | 耀東   | 提名                              |
| 4 | 1999年 | 第4屆香港電影金紫荊獎  | 最佳男主角 | 《非常突然》       | 李森   | 提名                              |
| 5 | 2000年 | 第5屆香港電影金紫荊獎  | 最佳男主角 | 《再見阿郎》       | 張東郎 | 獲獎 （與黃秋生《千言萬語》共享） |
| 6 | 2000年 | 第5屆香港電影金紫荊獎  | 最佳男主角 | 《目露凶光》       | 馬文信 | 提名                              |
| 7 | 2007年 | 第12屆香港電影金紫荊獎 | 最佳男主角 | 《我要成名》       | 潘家輝 | 獲獎                              |

## 外部連結
- 劉青雲官方微博 （页面存档备份，存于）
- 劉青雲官方抖音號 （页面存档备份，存于）
- 劉青雲在互联网电影资料库（IMDb）上的資料（英文）
- 劉青雲在香港影庫上的簡介
- 劉青雲在豆瓣上的资料（简体中文）
- 劉青雲在时光网上的簡介（简体中文）
- 在AllMovie上劉青雲的頁面（英文）